# Wilhelm-Ostwald-Park

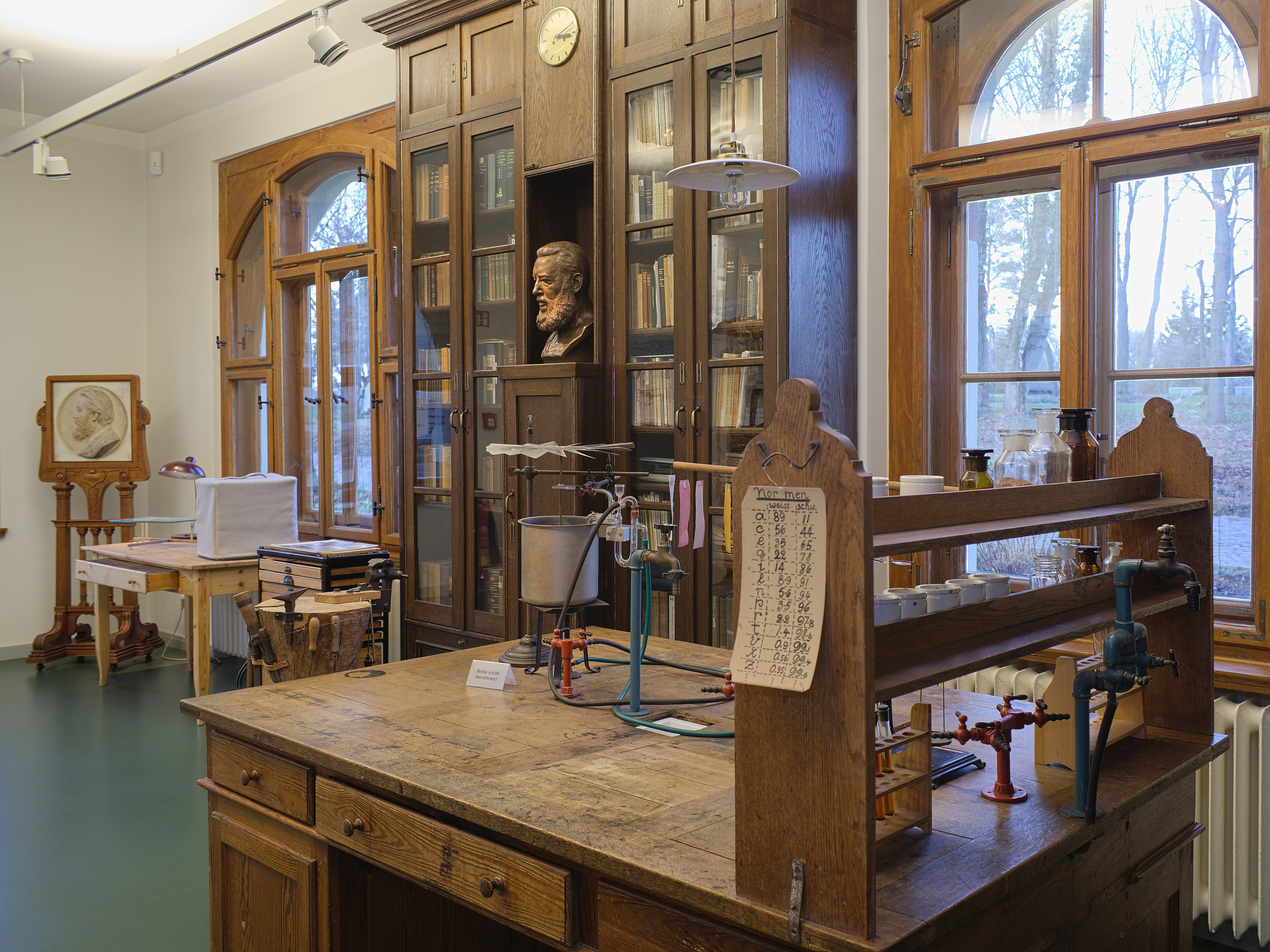
Wilhelm Ostwald Park - Haus Energie Laborraum

Der heutige Wilhelm Ostwald Park, früher: Landsitz Energie, am Ortsrand von Großbothen ist das von dem Chemiker und späteren Nobelpreisträger Wilhelm Ostwald im Jahre 1901 erworbene Anwesen, das ihm von 1906 bis zu seinem Lebensende 1932 als Wohnsitz und Wirkungsstätte diente und heute als Museum und Tagungsstätte fungiert (vorher insgesamt „Wilhelm-Ostwald-Gedenkstätte“ genannt).

## Zu Lebzeiten Ostwalds
Wilhelm Ostwald, der zwischen 1887 und 1906 eine Professur für physikalische Chemie an der Universität Leipzig innehatte, kaufte 1901 in Großbothen bei Grimma ein Grundstück. Ausschlaggebend für die Wahl des Ortes war der im Vergleich zum Leipziger Umland größere landschaftliche Reiz der Gegend. Noch bevor sich Ostwald der Farbenlehre zuwandte, stellte er das Muldental in zahlreichen Landschaftsstudien dar. 1905, als sich aufgrund wissenschaftlicher Differenzen eine Trennung von der Universität anbahnte, wurde das mitgekaufte Haus als Wohnstätte für die siebenköpfige Familie und als zukünftiger Arbeitsplatz mit Labor und Bibliothek ausgebaut und zusätzlich ein Hausmeisterhaus errichtet. 1906 siedelte Ostwald nach Großbothen über. Für die Söhne Wolfgang und Walter, die beide ebenfalls Chemiker wurden – ersterer war einer der Begründer der Kolloidchemie, letzterer ein Treibstoffspezialist –, ließ man 1912 bzw. 1914 Häuser bauen. Nach 1914 beschäftigte sich Ostwald mit der Psychophysik und entwickelte eine in sich geschlossene Lehre der Körperfarben. Der Bau eines speziellen Laboratoriumsgebäudes (1916) wurde unumgänglich. Bis 1921 wuchs das Areal inklusive Park und Wiesen auf sieben Hektar. Ostwald, dessen Motto „Vergeude keine Energie – verwerte sie“ lautete, prägte die Bezeichnung Landsitz „Energie“.

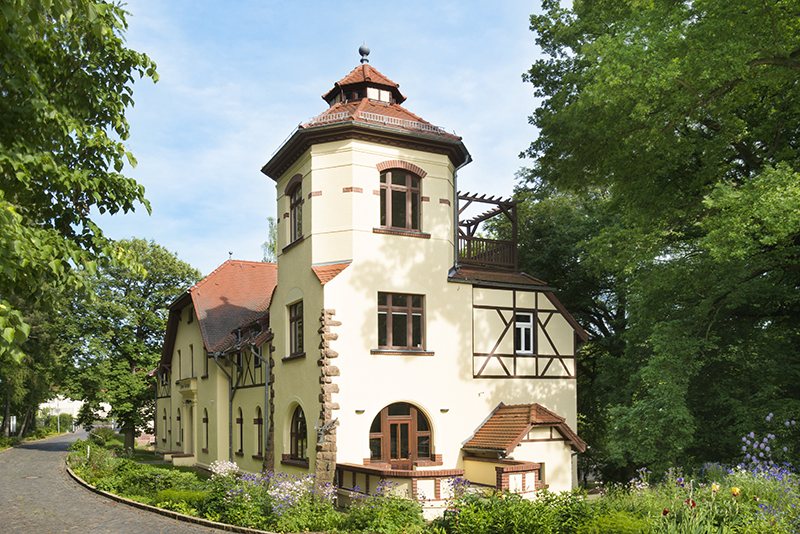
Haus Energie am Hauptweg von Westen gesehen
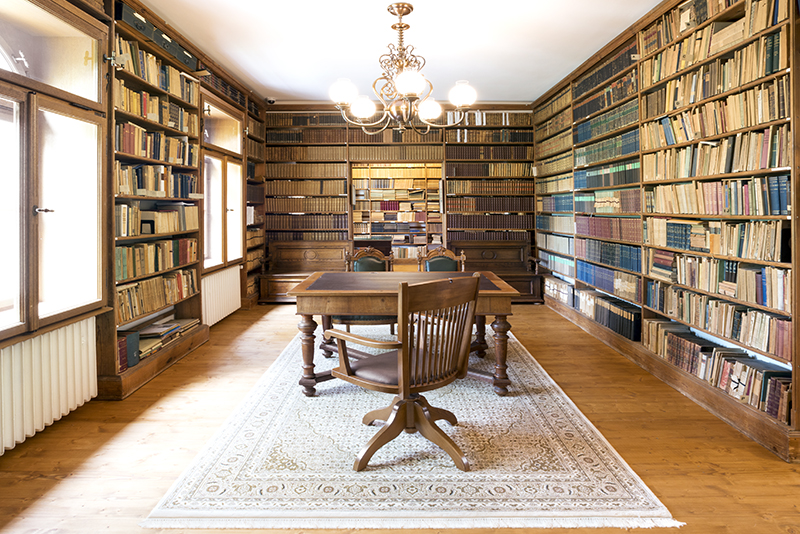
Bibliothek im Wilhelm Ostwald Museum
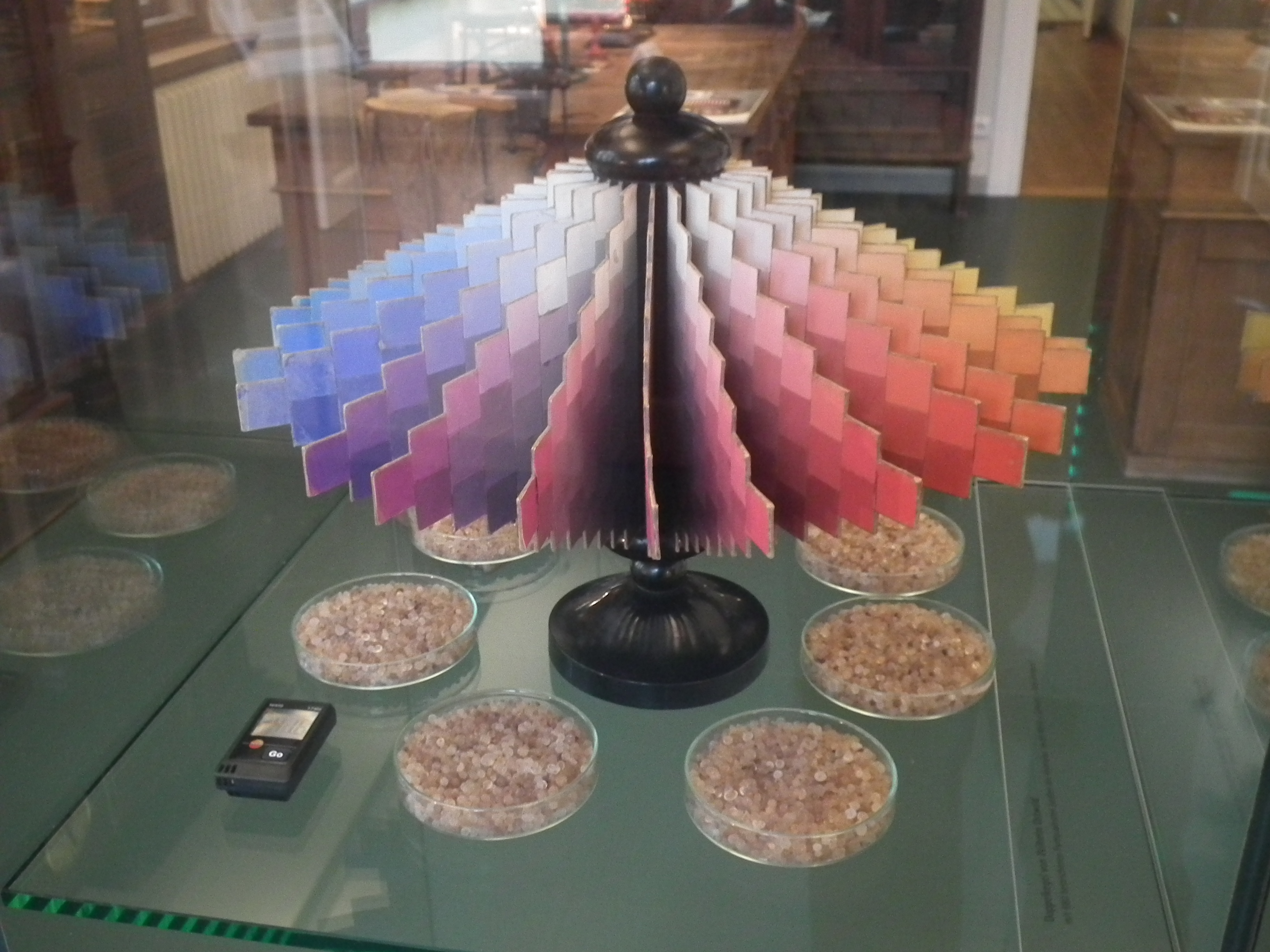
Ostwaldscher Doppelkegel
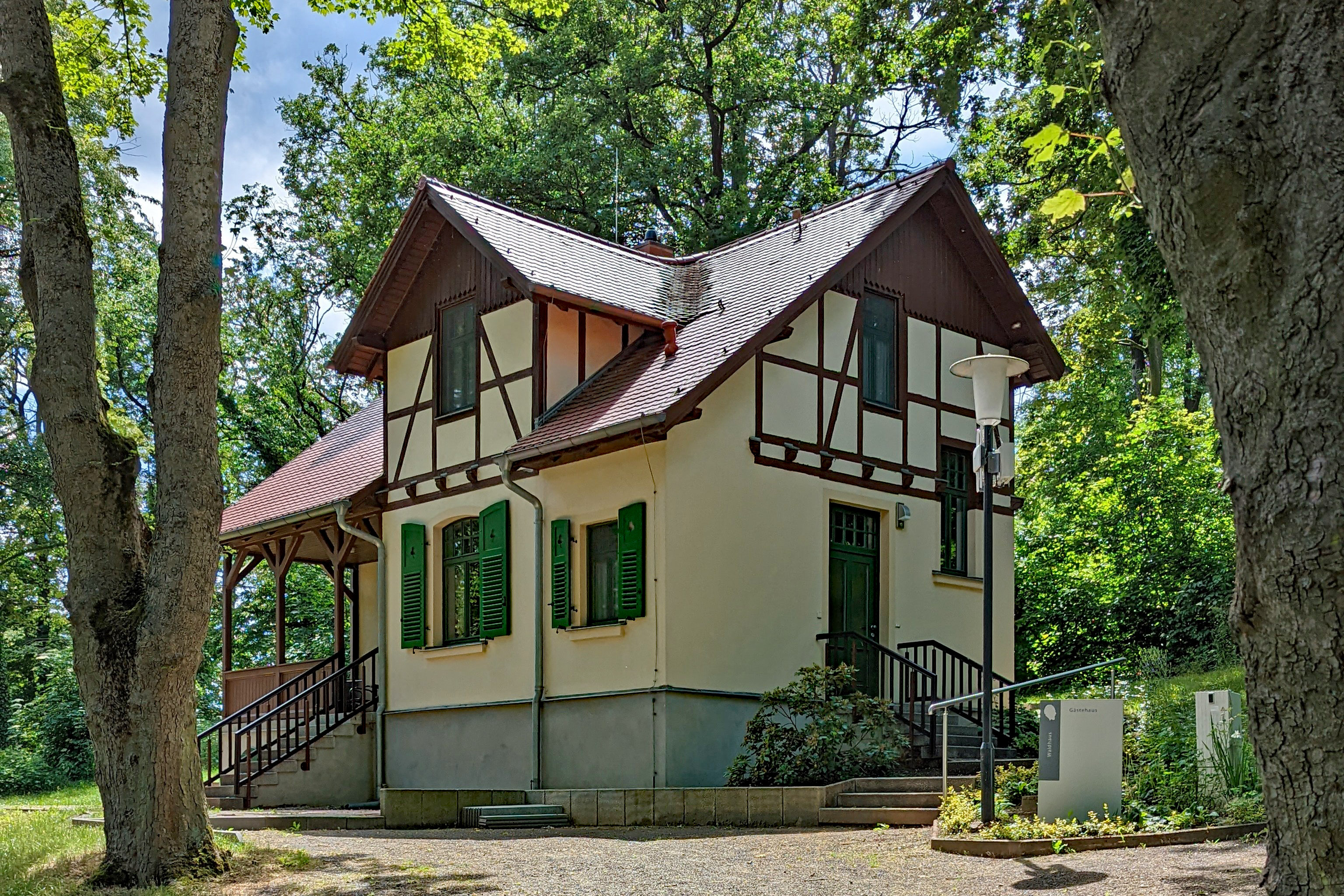
Waldhaus von Nordosten gesehen
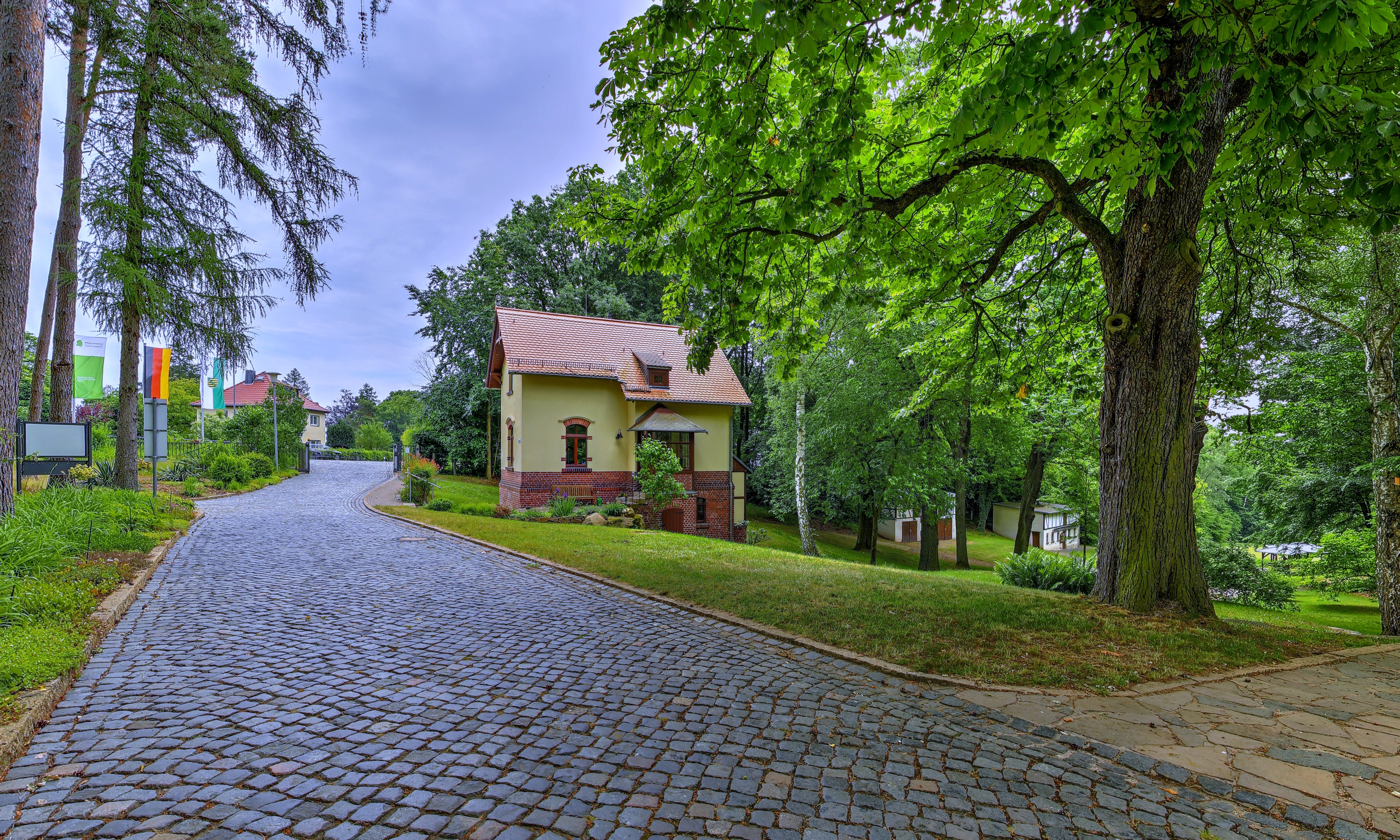
Hausmannshaus am Parkeingang, rechts die Stallungen

## Nach 1932
Als Ostwald 1932 starb, verzichteten seine Erben auf eine Teilung des Nachlasses, um diesen als Einheit zu erhalten. Eine wichtige Rolle spielte die Tochter Grete Ostwald (1882–1960). Trotz ihrer schweren Erkrankung – eine allgemeine Gelenkentzündung fesselte sie an den Rollstuhl – koordinierte sie die Aufarbeitung der umfangreichen Schriften ihres Vaters und gründete 1936 das Ostwald-Archiv. Den Zweiten Weltkrieg überstanden die Gebäude ohne Schäden. Trotz der finanziellen Notlage der Familie in der Nachkriegszeit wurde keinerlei Inventar veräußert. Um neben dem Erhalt des Anwesens auch eine Nutzung für die Wissenschaft zu ermöglichen, schenkten die Erben 1953 den Nachlass der Akademie der Wissenschaften der DDR, die daraufhin die Wilhelm-Ostwald-Archiv und -Forschungsstätte ins Leben rief. In den 1960er und 1970er Jahren lagerte die Akademie Teile des Nachlasses nach Berlin aus und richtete 1973 im Haus „Energie“, den einstigen Arbeitsräumen und heutigem Museum, die Ostwald-Gedenkstätte ein. Nach 1990 wurden mehrere Ansprüche auf den Landsitz „Energie“ erhoben, und im Dezember 1994 erhielt der Freistaat Sachsen die Immobilie zugesprochen. 1995 drohte eine Übergabe der seit 1979 unter Denkmalschutz stehenden Gebäude an einen Investor, der die Bausubstanz „zusammenschieben“ und ein Hotel errichten wollte. Dies konnte durch eine Unterschriftenaktion verhindert werden.

## Heute

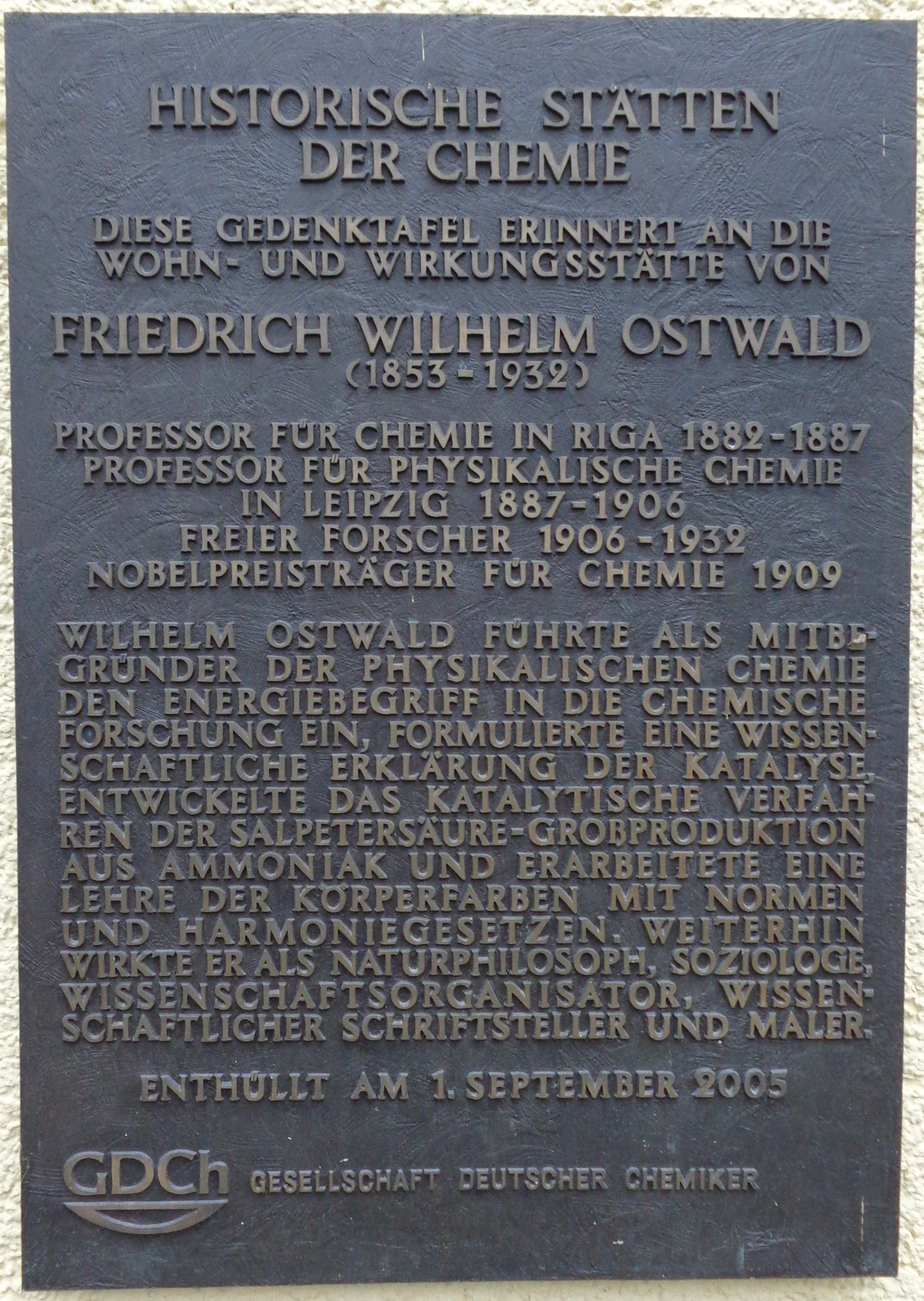
Gedenktafel am Landsitz Haus „Energie“, siehe Historische Stätten der Chemie

Seit 2009 liegt die Trägerschaft bei der gemeinnützigen Gerda und Klaus Tschira-Stiftung. Als Eigentümerin des Anwesens betreibt diesen das Museum mit dem Archiv sowie eine Tagungsstätte, bevorzugt für wissenschaftlichen und kulturellen Austausch.
Museum und Archiv in Großbothen umfassen die wissenschaftliche Bibliothek Wilhelm Ostwalds (ca. 14.000 Titel in 22.000 Bänden; 10.000 Sonderdrucke, darunter 1300 Dissertationen), aber auch dessen Arbeitsutensilien (historische Laborausstattung, Ostwaldscher Doppelkegel, 1100 Landschaftsstudien auf Papier, 3000 Studienblätter zur praktischen Überprüfung seiner Farbenlehre u. a.). Der handschriftliche Nachlass befindet sich in wesentlichen Teilen im Eigentum der Berlin-Brandenburgische Akademie der Wissenschaften als Rechtsnachfolger der Akademie der Wissenschaften der DDR.
Im ehemaligen Laboratoriumsgebäude, dem Haus „Werk“, befinden sich heute Tagungsräume und im Haus „Glückauf“, in dem einst der Sohn Walter Ostwald wohnte, kleinere Seminarräume und Übernachtungszimmer. Im September 2005 würdigte die Gesellschaft Deutscher Chemiker den Landsitz „Energie“ mit der Gedenktafel Historische Stätte der Chemie.

## Parkanlage
Der Wilhelm-Ostwald-Park befindet sich etwa sieben Kilometer südlich der Altstadt von Grimma am Nordrand des Ortsteiles Großbothen. Das Parkareal hat eine maximale Ausdehnung von 300 Meter (in Ost-West-Richtung) mal 330 Meter (in Nord-Süd-Richtung). In der Nähe der Zufahrt auf der Ostseite des Parks liegt das Hausmannshaus (1905–1906 gebaut) und südlich davon die Stallungen sowie ein Göpel für die Wasserversorgung. Am Hauptweg, der in westlicher Richtung vom Parkeingang verläuft, befinden sich das Haus Energie (1905–1906 umgebaut und erweitert), das Haus Glückauf (gebaut 1914) und das Haus Werk (von 1916). Etwa 100 Meter weiter westlich vom Haus Glückauf entfernt auf einer kleinen Lichtung ist das Waldhaus (1912 gebaut) zu finden. Ca. 100 Meter südlich vom Waldhaus ist ein Steinbruch mit der Grabstätte von Wilhelm und Helene Ostwald und ihren Kindern. In der Mitte des Parks befinden sich drei kleine Teiche an einer Weggabelung. Südöstlich davon kann man das Modell einer Windturbine besichtigen, die die Eselskraft für den Antrieb des Göpels ersetzte.

Panorama nach Osten gesehen (von links): Haus „Werk“, Haus „Energie“ und Haus „Glückauf“
Panorama des Steinbruchs, in der Bildmitte ist die Grabstätte der Familie Ostwald zu sehen